# 板橋線
板橋線為台北捷運營運中的路線，屬於高運量系統，全線皆為地下路線，是臺北市、新北市間的大型運輸幹線。路線由舊台鐵板橋車站往北穿越民權路至新板橋車站特定區，續沿新北市板橋區文化路一、二段，穿越新店溪進入臺北市，經和平西路三段至中華路，全長約7.1公里，共設5站（龍山寺、江子翠、新埔、板橋、府中）。
板橋線屬於板南線，自開始營運以來，與南港線的列車都是相互直通運轉，自土城線通車後，也與土城線直通運轉，形成南港線－板橋線－土城線的營運模式。

## 營運時間與班距
- 營運時間：05:50～24:59
- 平均班距：
  - 平常日（週一至週五）
    - 尖峰時段（07:00～09:00，17:00～19:30）：約3分鐘，龍山寺站往昆陽方向，上午尖峰8～9時加開班車輸運旅客，平均班距約2分15秒。
    - 離峰時段：約4～5分鐘。
    - 23:00以後：約8～12分鐘。

  - 例假日（週六、週日及國定假日）
    - 06:00～09:00：約8～10分鐘。
    - 09:00～23:00：約4～5分鐘。
    - 23:00以後：約8～12分鐘。[3]

## 歷史
- 1992年1月：「龍山寺－新埔」動工。
- 1999年7月：板橋線第二階段及土城線「新埔－永寧」動工。
- 1999年12月24日：「西門－龍山寺」段正式啟用通車（直通南港線）。
- 2000年8月31日：「龍山寺－新埔」段正式啟用通車。
- 2006年5月31日：「新埔－府中」段正式啟用通車（直通土城線）。

## 車站
| 車站編號       | 車站名稱 | 車站名稱 | 交會路線                               | 站體型式 | 所在地   | 所在地 |
| 車站編號       | 中文     | 英文     | 交會路線                               | 站體型式 | 所在地   | 所在地 |
| -------------- | -------- | -------- | -------------------------------------- | -------- | -------- | ------ |
| 板橋線         |          |          |                                        |          |          |        |
| （上接南港線） |          |          |                                        |          |          |        |
| BL10           | 龍山寺   |          | 臺鐵縱貫線：萬華（站外轉乘）           | 地下     | 臺 北 市 | 萬華區 |
| BL09           | 江子翠   |          |                                        | 地下     | 新 北 市 | 板橋區 |
| BL08           | 新埔     |          | 環狀線：新埔民生（站外轉乘）           | 地下     | 新 北 市 | 板橋區 |
| BL07           | 板橋     |          | 臺鐵縱貫線 台灣高鐵 環狀線（站外轉乘） | 地下     | 新 北 市 | 板橋區 |
| BL06           | 府中     |          |                                        | 地下     | 新 北 市 | 板橋區 |
| （下接土城線） |          |          |                                        |          |          |        |

## 紀念章
車站戳章
本線於2015年2月開始採用「車站專屬紀念章戳」，各站的紀念章如下：
- 龍山寺站：

以艋舺龍山寺、華西街夜市和西昌街青草巷為主題。
- 江子翠站：

以本站附近的音樂公園和華江碼頭為主題。
- 新埔站：

以本站旁的板橋花市和新埔市場為主題。
- 板橋站：

以板橋車站建築和板橋435藝文特區為主題。
- 府中站：

以林本源園邸和枋橋建學碑為主題。

## 外部連結
- 臺北大眾捷運股份有限公司（繁體中文） （页面存档备份，存于）